# Kensingtonska palača
Kensingtonska palača je kraljeva rezidenca v vrtovih Kensington v kraljevem okrožju Kensington in Chelsea v Londonu v Angliji. Od 17. stoletja je rezidenca britanske kraljeve družine, trenutno pa je uradna londonska rezidenca valižanskega princa in princese, vojvode in vojvodinje Gloucesterske, vojvode in vojvodinje Kentske, princa in princese Michael Kentske in princesa Eugenie in njenega moža Jacka Brooksbanka ter njunih dveh sinov.
Danes so državne dvorane odprte za javnost in jih upravlja neodvisna dobrodelna organizacija Historic Royal Palaces, neprofitna organizacija, ki ne prejema javnih sredstev. Pisarne in zasebni namestitveni prostori palače ostajajo v pristojnosti kraljevega gospodinjstva in jih vzdržuje Oddelek za lastnino kraljevega gospodinjstva. Palača prikazuje tudi številne slike in druge predmete iz kraljeve zbirke.

## Notranjost in zemljišče
Kensingtonska palača vsebuje številna javna in zasebna stanovanja in rezidence v stavbi in na njenem ozemlju. V palači je skupno petdeset stanovalcev. Poleg članov kraljeve družine gostijo tudi pripadnike vojske, dvorjane, osebje in državljane, ki plačujejo tržno najemnino.

### Kraljeva in kraljičina državna stanovanja
Kraljeva in kraljičina državna stanovanja so državniške sobe in zasebni apartmaji, ki so jih v preteklosti uporabljali različni monarhi in soproge. Kraljeva državna stanovanja so bila uporabljena za diplomatske avdience in srečanja, opisana kot 'razkošna' in 'presenetljivo redka'. Kraljičina državna stanovanja so bila domača rezidenca, ki so jo soprogi običajno uporabljali za bivanje in zabavo. Državna stanovanja so bila prvič odprta za javnost leta 1899. Muzej je bil občasno zaprt med spopadi med prvo in drugo svetovno vojno, nato pa je bil ponovno trajno odprt leta 1949.
Vhod v kraljeve državne apartmaje označuje kraljevo stopnišče, okrašeno s sliko Williama Kenta, ki prikazuje kraljevi dvor Jurija I., dokončano leta 1974. Stanovanje ima več sprejemnih sob. Dvorana za sprejeme ima kamin iz lipovega lesa, kjer je monarh sprejel ministre. Zasebna soba je bila eden izmed najljubših prostorov za zabavo kraljice Karoline. Sobo s kupolo je opisal kot »najbolj čudovito okrašeno sobo v palači«, tudi Kent.
Kraljeva poslikana soba, kamor so prihajali dvorjani »iskati moč in pokroviteljstvo«, vsebuje kopijo Venere in Kupida Giorgia Vasarija, ki jo je Caroline poskušala odstraniti brez uspeha. Kraljeva galerija, zgrajena za Viljema III., je okrašena z rdečimi poudarki in zlatimi okraski, ki se uporabljajo za vadbo in razstavljanje slik. Vključuje številna Kentova dela in Anthonisa van Dycka Karwl I. na lovu.
Kraljičina državna stanovanja so sestavljena iz sob, v katerih so prebivali Marija II. Angleška in kasnejše kraljeve soproge. Kraljičino stopnišče je »namenoma bolj preprosto« od svojega dvojnika, dostopno v vrtove. Kraljičina galerija, zgrajena leta 1693, je bila prej polna turških preprog in orientalskih artefaktov in je bila zasnovana kot prostor za Marijo, kjer je izpolnjevala »preproste zabave, kot so hoja, branje in šivanje«. Kraljičina jedilnica je tam, kjer sta Marija in Viljem skupaj jedla zasebno, in sicer na opažih iz 17. stoletja. Kraljičina poslikana soba je opremljena s kitajskim in japonskim dekorjem ter prikazuje prepleteni monogram Viljema in Marije, vklesan v profil krone. Med stanovanja je vključena tudi Marijina spalnica, kjer je gostila prijatelje.

### Apartma 1
Apartma 1 je kraljeva rezidenca v jugozahodnem krilu palače. V času praznjenja v letih 1939 in 1955 je bil razdeljen na dva dela, z ločenim stanovanjem 1 in stanovanjem 1A v prostoru. Stanovanje ima 21 sob in obzidan vrt ter sosednja vrata do stanovanja 1A. Opisali so ga kot »lepo veliko stanovanje«; apartma 1 je druga največja rezidenca v palači. Prejšnje notranje sobe so vključevale "veliko" knjižnico princa Augustusa Fredericka, vojvode sussekškega, in kiparski studio princese Louise, vojvodinje Argyllske.

### Apartma 1A
Apartma 1A je kraljeva rezidenca, ki obsega štiri nadstropja in ima skupaj dvajset sob. Ima pet sprejemnih sob, vsaka s kaminom, pa tudi tri spalnice, garderobe in dve otroški sobi. Zgornji nivo ima devet sob za osebje, medtem ko je v kleti prostor za prtljago, telovadnica in pralnica. Obstajajo tri kuhinje, ena za družinsko uporabo in dve za osebje. Rezidenca gleda na velik, z obzidjem obzidan vrt, skrit pred očmi javnosti v muzejskem krilu palače.
Vhodna dvorana ima zapleteno kronsko oblikovanje in črno-bele ploščice. Stanovanje je opremljeno z umetninami in pohištvom iz kraljeve zbirke. Vojvodinja Cambriška je okrasila prostor s pohištvom iz IKEA, z notranjostjo, ki vsebuje »tople bež barve in cvetlične blazine«, zlato oblazinjenje in podrobne preproge.

### Drugi prostori
Drugi prostori so še:
- Apartmaja 8 in 9 sta dve povezani sobi na skrajnem severnem delu glavne palače.
- Apartma 10 je rezidenca v severovzhodnem delu palače, v javnih vrtovih.
- Rezidenca Wren House, imenovana po arhitektu Christopherju Wrenu, je blizu skupine hišic na ozemlju palače severno od glavne stavbe
- Nottingham Cottage je rezidenca v bližini skupine hišic na ozemlju palače severno od glavne stavbe
- Ivy Cottage je rezidenca v bližini skupine hišic na ozemlju palače severno od glavne stavbe
- Old Stables je rezidenca v bližini skupine koč na ozemlju palače severno od glavne stavbe
- The King's Kitchen Cottages in Upper Lodge predstavljajo rezidence osebja.
- Kapela Kensingtonske palače je bila zgrajena v 1830-ih, uporabljala pa se je za zasebne družinske službe in priložnosti

## Kot turistična atrakcija/druga uporaba
Do konca 19. stoletja so bile dvorane močno zanemarjene. Opeka je propadala, lesena konstrukcija pa je bila okužena s suho trohnobo. Pojavili so se pozivi k rušenju palače, a je kraljica Viktorija izjavila, da »dokler je še živela, palače, v kateri je bila rojena, ne bi smeli uničiti«. Leta 1897 so parlament prepričali, da je plačal obnovo, ki je bila dokončana dve leti pozneje. Državne sobe so bile odprte za javnost na kraljičin rojstni dan, 24. maja 1899. S tem se je začela dvojna vloga palače kot zasebnega doma za licenčnine in javnega muzeja.
Kraljica Marija je imela ključno vlogo pri odprtju državnih apartmajev kot začasne lokacije za muzej, zdaj znanega kot Londonski muzej, od leta 1911 do 1914. Državna stanovanja so bila polna vitrin, med katerimi je bilo na stotine predmetov, vključno s kostumi iz 18. stoletja in obleke, ki so jih nosile kraljica Viktorija, kraljica Aleksandra in kraljica Marija. Muzej se je vrnil od leta 1950 do 1976, preden se je preselil v svoj naslednji dom na Londonskem zidu.
Leta 1989 je skrb za prostore Kensington Palace State Rooms v imenu ministrstva za okolje prevzela agencija Historic Royal Palaces, neoddelčno javno telo. Agencija Historic Royal Palaces je leta 1998 postala neodvisna dobrodelna ustanova z imenom Historic Royal Palaces (HRP), ki je za upravljanje mesta odvisna od dobrodelnih dajatev. Državne sobe Kensingtonske palače so v okviru HRP prestale dveletno prenovo v vrednosti 12 milijonov funtov, ki je bila financirana s prispevki sklada Heritage Lottery Fund ter drugimi javnimi in zasebnimi donacijami. Nove uniforme za osebje je oblikoval Stuart Stockdale pri Jaegerju.
Palača je bila ponovno odprta ob diamantnem jubileju kraljice Elizabete II. leta 2012. Obiskovalci lahko zdaj izberejo štiri različne poti po palači, ki ponujajo razstave, ki vključujejo vrhunske digitalne predstavitve, interaktivne izkušnje in zvočne sekvence, ki vodijo do življenja zbiranja oblek, starinskega pohištva in drugih spominkov uglednih prebivalcev palače. Sem spadajo Viljem in Marija v kraljičinih državnih apartmajih, dvor Jurija I. in II. v kraljevih državnih apartmajih ter življenje kraljice Viktorije v sobanah, ki so najbolj povezane z njo.
Četrta razstava prikazuje izbore garderobe kraljice Elizabete v 50. letih 20. stoletja, princese Margarete iz 60. in 70. let prejšnjega stoletja ter Diane, valižanske princese, v 1980-ih v času njihovega modnega vrhunca. Ozemlje palače je bilo prenovljeno z izboljšavami, vključno z odstranitvijo ograj in grmovnic, ki so spodkopale prvotno krajinsko zasnovo kraljevega vrtnarja Charlesa Bridgemana. Postavljena sta bila dva nova javna vrta južno in vzhodno od palače, ki povezujeta posest z vrtovi Kensington.
Oktobra 2011 je Disney v sodelovanju z Historic Royal Palaces gostil Rapunzel's Royal Celebration v Kensingtonski palači, poseben dogodek, na katerem je bila Rapunzel (Tangled) uvedena kot deseta uradna Disneyjeva princesa in okronana. Udeležilo se je vseh devet obstoječih princes – Sneguljčica, Pepelka, Aurora (Trnuljčica), Ariel (Mala morska deklica), Belle (Lepotica in zver), Jasmine (Aladin), Pocahontas, Mulan in Tiana (Princesa in žabec) – prihajajo s kočijo v procesiji, ki je šla skozi Hyde Park. Druga Disneyjeva lika, ki sta se ga udeležila, sta bila pravljična botra in Flynn Rider, ki je okronal Rapunzel. Ocenjuje se, da je procesijo spremljalo 10.000 ljudi, več kot 100 deklet iz 25 držav pa se je udeležilo slovesnosti v palači. To je bilo drugo uvajanje/kronanje Disneyjeve princese, ki je potekalo zunaj Disneyjevih parkov in letovišč, in prvo, ki je potekalo zunaj Združenih držav.